# Królewskie Seminarium Nauczycielskie w Lwówku Śląskim
Królewskie Seminarium Nauczycielskie w Lwówku Śląskim (niem. Städtliches Oberschule für Knaben, Königliches Lehrerinnenseminar) – monumentalny budynek istniejącego do 1945 r. seminarium nauczycielskiego w Lwówku Śląskim. Obecnie, w miejscu dawnego seminarium, znajduje się budynek A Szkoły Podstawowej nr 2 im. boh. 10-tej Sudeckiej Dywizji Piechoty w Lwówku Śląskim. 
W seminarium istniała sekcja Męskiego Towarzystwa Gimnastycznego (niem. Männerturnverein, MTV). Placówka posiadała nowoczesną i dobrze wyposażoną jak na ówczesne możliwości halę sportową. Jedyne pozostałości po seminarium nauczycielskim w Lwówku Śląskim to brama główna i mur okalający posesję.